# Anna och gänget
Anna och gänget är en svensk TV-serie som sändes första gången i SVT1 1978. Regi och manus av Olle Eriksson.

## Om serien
Anna och gänget är en TV-serie som utspelas i typisk förortsmiljö i 1970-talets Stockholm. I avsnitten skildras grupptryck, mobbing och civilkurage. Serien fick bra respons och kom att repriseras vid tre tillfällen under 1980-talet, 1980, 1984 och 1988.

## Avsnitt
1. Det var ditt fel
2. Den som är skyldig ska betala
3. Jag är inte med längre

## Skådespelare
- Nicklas Adolphson – Magnus
- Staffan Blixth – Tobbe
- Nina Bringert – Åsa
- Anna Dillingham – Anna
- Per Flygare – Kickis pappa
- Palle Granditsky – Läraren
- Evert Granholm – Gammal man
- Anders Granström – Tobbes pappa
- Anette Johansson – Kicki
- Helena Reuterblad – Annas mamma
- Patrick Sandberg – Gunnar "Fisen"
- Mona Seilitz – Tobbes mamma
- Jan Sjödin – Annas pappa